# Выборы в Сенат США в Индиане (2022)
Выборы в Сенат США в Индиане состоялись 8 ноября 2022 года. Победитель представит штат в верхней палате Конгресса США.
2 марта 2021 года действующий сенатор-республиканец Тодд Янг объявил о намерении переизбираться. Он был впервые избран в 2016 году с 52,1% голосов, сменив ушедшего в отставку Дэна Коутса. 3 мая 2022 года республиканец Янг и демократ Макдермотт победили на праймериз своих партий. По результатам всеобщих выборов Янг был переизбран на второй срок.

## Праймериз Республиканской партии

### Кандидаты

#### Номинант
- Тодд Янг — действующий сенатор США от штата Индиана (с 2017 года)[1]

#### Исключённые из списка
- Дэнни Нидербергер — операционный аналитик, кандидат в Палату представителей от 5-го округа Индианы (2020)[3][4][5]

### Результаты
| Кандидат | Кандидат               | Партия          | Голосов | %   |
| -------- | ---------------------- | --------------- | ------- | --- |
|          | Тодд Янг (действующий) | Республиканская | 372 738 | 100 |
| Всего    | Всего                  | Всего           | 372 738 | 100 |

## Праймериз Демократической партии

### Кандидаты

#### Номинант
- Томас Макдермотт-младший[англ.] — мэр Хаммонда, кандидат в Палату представителей от 1-го округа Индианы (2020)[7]

#### Исключённые из списка
- Валери Маккрей — психолог[5][8]
- Ханифа Хаалик — профессор Индианского университета[5][7][9]

#### Отказавшиеся от выдвижения
- Пит Буттиджич — министр транспорта США (с 2021 года), мэр города Саут-Бенд (2012—2020), кандидат на пост казначея Индианы (2010), кандидат в президенты США (2020)[10]
- Джо Доннелли — сенатор от Индианы (2013—2019), член Палаты представителей от 2-го округа Индианы (2007—2013)[11]
- Джейди Форд[англ.] — член Сената Индианы[англ.] (с 2018 года)[12] (переизбирается)[13]
- Джо Хогсетт[англ.] — мэр Индианаполиса (с 2016 года), прокурор Южного округа Индианы (2010—2014), председатель Демократической партии Индианы[англ.] (2003—2004), госсекретарь Индианы[англ.] (1989—1994), кандидат в Сенат США (1992)[12]

### Результаты
| Кандидат | Кандидат                 | Партия          | Голосов | %   |
| -------- | ------------------------ | --------------- | ------- | --- |
|          | Томас Макдермотт-младший | Демократическая | 173 466 | 100 |
| Всего    | Всего                    | Всего           | 173 466 | 100 |

## Либертарианская партия

### Кандидаты

#### Номинант
- Джеймс Скениак — активист, поведенческий терапевт[14]

#### Кандидаты, исключённые из списка решением Съезда партии
- Уильям Генри — ветеран армии США[14]

## Независимые кандидаты

### Заявившие о выдвижении (вписанные)
- Томас Баер
- Филлип Бичи
- Дэвид Сторер
- Дэнни Нидербергер
- Антонио Ксавьер Альварес
- Ханефах Хаалик — профессор Университета Индианы[15]

### Снявшиеся с выборов
- Эллен Кизик[16]

## Всеобщие выборы

### Предвыборная статистика
Обозначения:
- Р — равенство
- НП — небольшое преимущество
- ДП — достаточное преимущество
- СП — существенное, но преодолимое преимущество
- ОП — огромное преимущество

| Источник                  | Рейтинг | По состоянию на: |
| ------------------------- | ------- | ---------------- |
| The Cook Political Report | ОП (Р)  | 22 сентября 2022 |
| Inside Elections          | ОП (Р)  | 23 сентября 2022 |
| Sabato's Crystal Ball     | ОП (Р)  | 31 августа 2022  |
| Politico                  | ОП (Р)  | 5 сентября 2022  |
| RealClearPolitics         | ОП (Р)  | 20 сентября 2022 |
| Fox News                  | ОП (Р)  | 20 сентября 2022 |
| DDHQ                      | ОП (Р)  | 12 сентября 2022 |
| 538                       | ОП (Р)  | 22 сентября 2022 |
| The Economist             | ОП (Р)  | 15 сентября 2022 |

### Опросы
| Источник опроса     | Период проведения   | Размер выборки | Уровень погрешности | Тодд Янг (R) | Томас Макдермотт-мл. (Д) | Другие/ Неопределившиеся |
| ------------------- | ------------------- | -------------- | ------------------- | ------------ | ------------------------ | ------------------------ |
| Civiqs              | 4–7 ноября 2022     | 707 (ПИ)       | ±4,7%               | 49%          | 38%                      | 13%                      |
| ARW Strategies      | 25–26 сентября 2022 | 600 (ПИ)       | ±4,0%               | 39%          | 37%                      | 23%                      |
| Change Research (D) | 20–24 августа 2022  | 2111 (ПИ)      | ±2,6%               | 45%          | 42%                      | 13%                      |

### Результаты
| Кандидат | Кандидат                 | Партия             | Голосов   | %     |
| -------- | ------------------------ | ------------------ | --------- | ----- |
|          | Тодд Янг (действ.)       | Республиканская    | 1 090 390 | 58,62 |
|          | Томас Макдермотт-младший | Демократическая    | 704 480   | 37,87 |
|          | Джеймс Скениак           | Либертарианская    | 63 823    | 3,43  |
|          | Вписанный кандидат       | Вписанный кандидат | 1461      | 0,08  |
| Всего    | Всего                    | Всего              | 1 860 154 | 100   |